# 184280 Yperion
184280 Yperion è un asteroide troiano di Giove del campo troiano. Scoperto nel 2005, presenta un'orbita caratterizzata da un semiasse maggiore pari a 5,2463795 UA e da un'eccentricità di 0,0484138, inclinata di 3,47886° rispetto all'eclittica.
L'asteroide è dedicato a Iperione, figlio di Priamo.